# Palácio dos Vargas

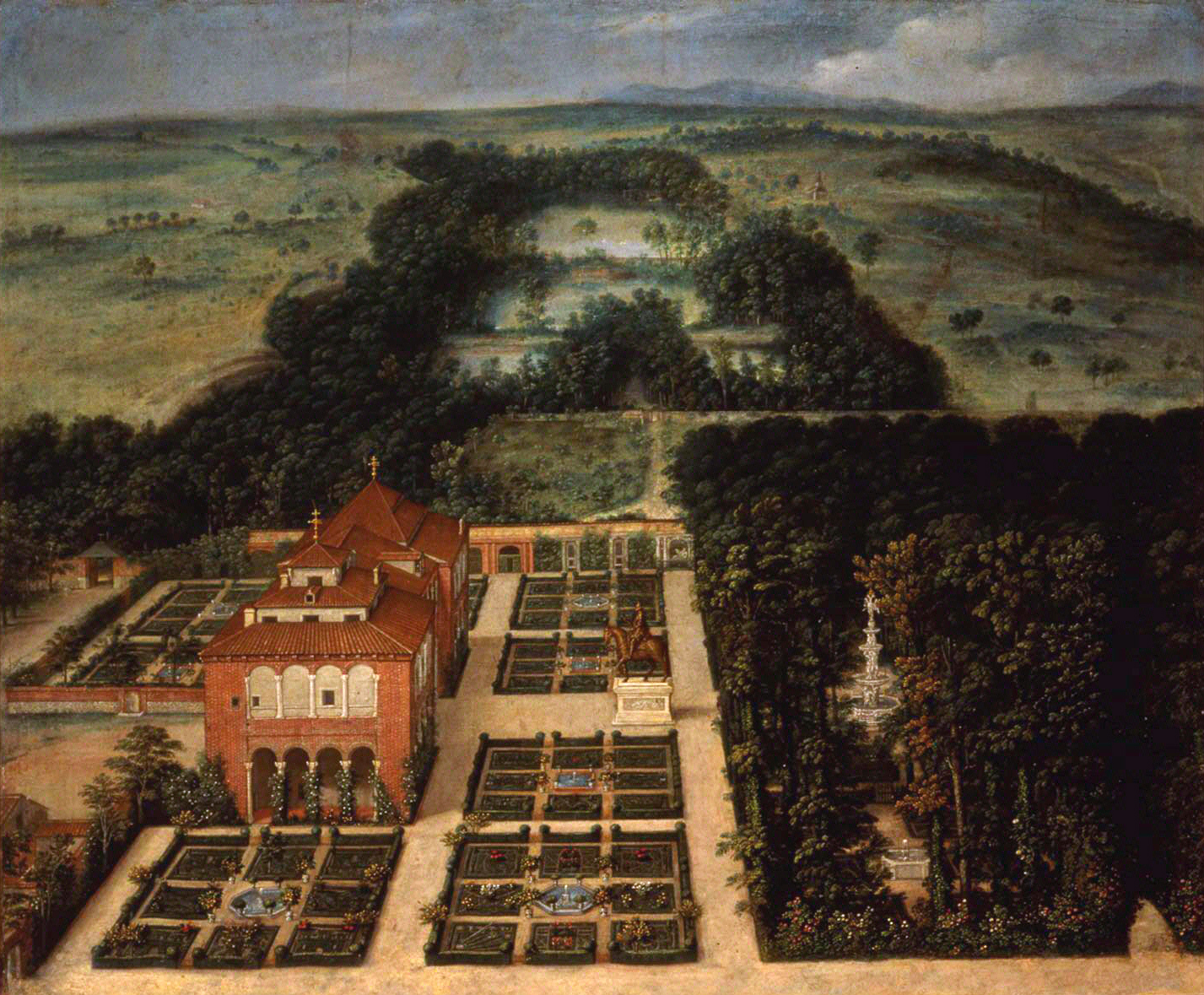
O Palácio dos Vargas, por Félix Castello, cerca de 1634, com a estátua de Filipe III no jardim.

O Palácio dos Vargas foi um palácio de Madrid pertencente à família Vargas e, mais tarde, à Coroa Espanhola. À época da sua construção, no século XVI, a área onde se erguia tinha características rurais. O palácio, usado como casa de campo, situava-se no interior duma enorme propriedade, a qual constituiria o núcleo de um dos maiores parques da capital espanhola, designado precisamente como parque da Casa de Campo.

## História

### Origens
A área onde se encontra o actual parque da Casa de Campo, assim como toda a margem, direita do Rio Manzanares, foi habitada pelo ser humano desde o Paleolítico. Esta situação iria manter-se durante a época romana. Porém, a partir do século IV toda a zona central da Península Ibérica entrou em decadência e ficou praticamente despovoada com a chegada dos árabes, no século VII. Esta situação começaria a alterar-se em meados do século IX, quando Maomé I funda a fortaleza de Magerit, a qual daria origem à actual cidade.
Em finais do século XIV, Henrique III de Castela designa o Monte de El Pardo como Residência Real, dando início à construção do Real Alcázar de Madrid no sítio da antiga atalaia árabe, decisão que influenciaria na posterior designação de Madrid como capital, século e meio depois. Uma série de famílias nobres residentes na cidade afirmou o seu poder através da compra de terras em seu redor.
Entre essas famílias encontravam-se os Vargas, uma das linhagens nobres mais antigas da Madrid medieval, que adquiriram, na margem direito do Rio Manzanares, uma villa com hortas e terrenos que chegam até llegan Carabanchel e que incluem a actual Casa de Campo.

### Os Vargas

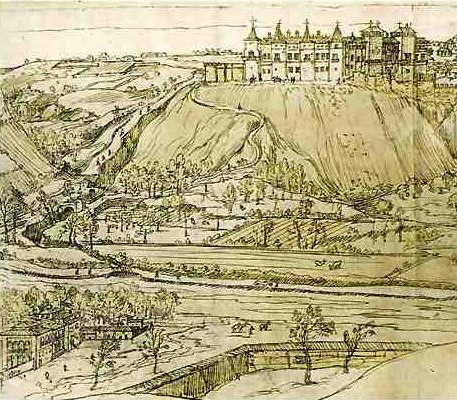
Fragmento da Vista de Madrid (Anton Van der Wyngaerde, 1561), com o Palácio dos Vargas (canto inferior esquerdo) e o Real Alcázar de Madrid.

Em 1519, Francisco de Vargas, membro do Conselho de Castela na época dos Reis Católicos, constrói a sua "casa de campo" nos terrenos que a família possuía na margem direita do Manzanares, beneficiando da proximidade da residência real, reformada e aprimorada a partir de 1537 pelo Rei Carlos I.
O palácio foi construído na orla de uma floresta e era constituído por um longo corps de logis central com loggias em dois andares e pavilhões cúbicos em cada extremo. Este edifício viria a servir, provavelmente, de modelo ao Château de Madrid. Este palácio francês foi mandado construir por Francisco I de França, em 1527, depois de ter sido capturado na Batalha de Pavia, em 1525, e mantido em Madrid durante alguns meses. Ao regressar a França, em 1526, o monarca achara o Palais du Louvre desconfortável, tendo desejado um novo palácio. A estrutura do palácio francês era muito semelhante à do Palácio dos Vargas.
Antes de se proceder à mudança definitiva da corte para Madrid, em 1561, Filipe II põe em prática uma estratégia para dotar a sua futura residência de intimidade e isolá-la do resto da cidade, o que levou a cabo através de sucessivas compras e expropriações de terrenos em torno do Alcázar. O rei, grande apaixonado pela caça e conhecedor da riqueza cinegética do Monte de El Pardo, também decidiu adquirir terrenos que lhe permitissem criar um grande bosque desde as cercanias do Alcázar até El Pardo, dispondo, deste modo, de uma reserva com uma situação privilegiada próxima da sua residência.
Para conseguir isto, em 1559, ordenou, de Bruxelas, ao seu secretário Juan Vázquez de Molina que comprasse a Fadrique de Vargas a sua casa de campo familiar e os terrenos circundantes, com a intenção de transformá-los, como se disse, numa zona de recreio e, sobretudo, reserva de caça para uso exclusivo da família real. Segundo consta na Real Cédula expedida em 1562, Felipe II conseguiu os seus intentos.

### Os Habsburgos

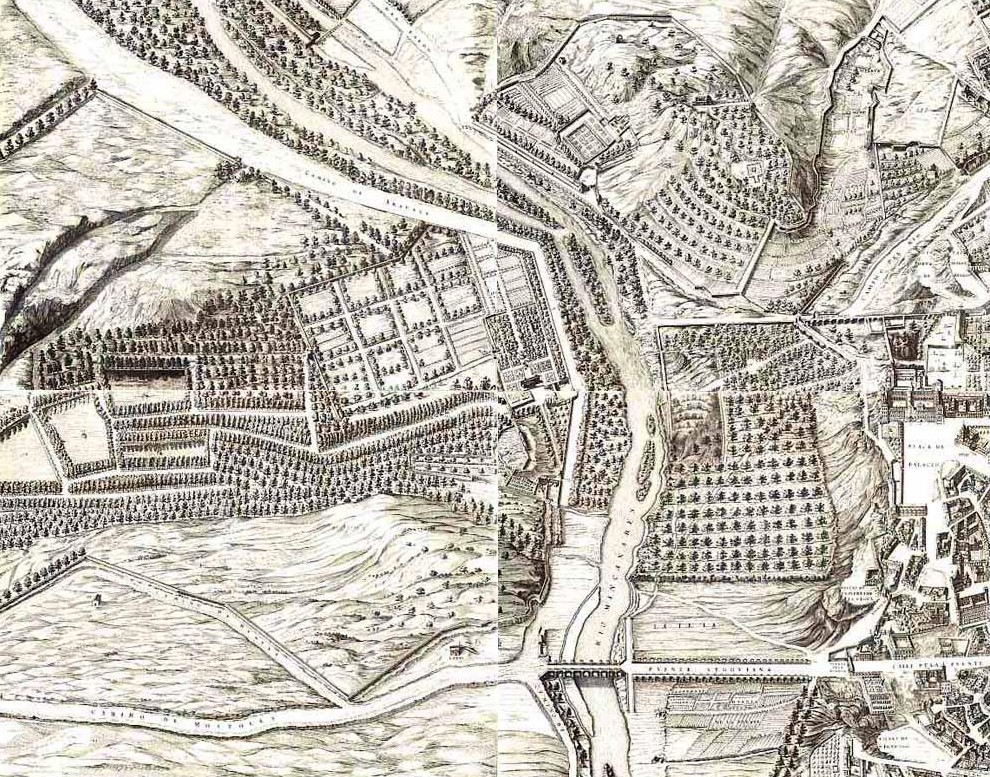
Fragmento da plata de Pedro de Texeira (1656), na qual se pode distinguir o Palácio dos Vargas, o Rio Manzanares e o Real Alcázar de Madrid.

A partir de 1562, e até 1567, desenvolveram-se trabalhos de acondicionamento que transformaram a antiga residência dos Vargas numa villa-palacete de recreio, projecto dirigido pelo arquitecto Juan Bautista de Toledo, o qual também construirá os jardins conhecidos como El Reservado, os mais próximos do palácio. O jardineiro italiano Jerónimo de Algora, também conhecido pelas suas contribuições para os jardins do Palacio Real de Aranjuez, trabalhou no primeiro desenho em Espanha que incorpora os critérios de jardim formal característicos das villas do Renascimento italiano, aos quais se acrescentam elementos muçulmanos e flamencos para dar lugar ao clássico parterre geométrico espanhol, com grande variedade de flores e espécies vegetais.
Por outro lado, o holandês Pierre Jasen encarregou-se de construir vários tanques, juntamente com as canalizações necessárias para abastecê-los. Alguns deles são navegáveis com pequenas embarcações de recreio e pelo menos um, situado algures na grande esplanada na área do lago actual, tinha pouca profundidade e gelava no Inverno, havendo notícias de que a patinagem neste tanque foi um dos entretenimentos de Filipe III quando ainda era príncipe. Este uso do tanque pela realeza e seus convidados perdurou até ao século XX. Outro tanque era chamado de estanque tenquero devido ao seu aproveitamento piscícola para a criação de tencas. Felipe II continuou a realizar compras sucessivas nos terrenos contíguos até 1583, formando assim o núcleo da actual Casa de Campo.
Durante o reinado de Filipe III, o aspecto lúdico deixa de ser a única finalidade da Casa de Campo. Além de lugar de recreio r caza, parte dos terrenos são dedicados ao cultivo da terra e à criação de gado, aves e peixes, com o objectivo de garantir independência económica ao recinto. Foi decidida a reforma do palácio e dos jardins, projecto que ficou a cargo do arquitecto Juan Gómez de Mora, também autor, em Madrid, da Casa de la Villa e do Palacio de Santa Cruz. Nesta época, foi instalada junto à fachada norte do palácio a estátua equestre do rei, a qual se encontra, desde 1848, na Plaza Mayor. Baseada num retrato de Juan Pantoja de la Cruz, foi começada pelo escultor Giambologna e concluída, depois da sua morte, pelo seu discípulo Pietro Tacca. Com mais de cinco toneladas e meia de peso, foi uma oferta do Grão-duque da Toscânia Cosme II de Médici realizada em Florença e transportada, em 1616, para Madrid sob a supervisão de Antonio Guidi, cunhado de Tacca.
Durante o reinado de Filipe IV, o interesse pela Casa de Campo decresce a favor do Palacio del Buen Retiro, inaugurado em Dezembro de 1633. Concebido inicialmente como um lugar de descanso para a Corte, o novo palácio chega a converter-se na segunda residência do rei e, depois, em lugar de celebração de todo o tipo de actos e vida elegante da Corte. O interesse do rei pelas artes, em pleno esplendor do Século de Ouro, e a grandiosidade do flamejante novo palácio desviam a atenção do antigo Palácio dos Vargas e de toda a propriedade da Casa de Campo. Durante o reinado de Carlos II a situação mantém-se, não havendo nada a destacar na história do domínio. Em finais do século XVII e início do século XVIII a propriedade real entra em decadência, para o que também contribui a má administração do recinto. Para solucioná-lo, propõe-se o aumento dos recursos económicos e humanos destinados à propriedade, o arranjo do palácio e das vedações, deteriorados pelas inundações do Manzanares, e o melhor cuidado das suas hortas, o que poderia contribuir para a sustentação económica do lugar.

### Os Bourbon
Com a chegada da nova dinastia Bourbon, a Casa de Campo experimenta importantes alterações. Em 1734, o Real Alcázar de Madrid arde completamente num incêndio que dura três dias. Por vontade de Filipe V, o Palácio Real de Madrid começou a ser construído no mesmo local do seu antecessor em 1738. Este facto reavivaria o interesse da monarquia pelo recinto vizinho. O mesmo monarca, habituado às modas da Corte francesa, manda remodelar os jardins à francesa, com broderies e arbustos esculpidos com formas geométricas, onde predominam as linhas curvas no lugar das rectas do anterior desenho. O seu filho e sucessor, Fernando VI, ampliou a propriedade adquirindo mais de mil hectares a norte e oeste.
Em 1773, Carlos III encomendou um amplo projecto de transformação de todo o recinto, ampliado com novas aquisições de terreno, ao seu grande colaborador, o arquitecto Francesco Sabatini. Datam deste período as últimas intervenções no palácio, além de vastas obras em toda a propriedade, das quais se destaca a construção da Ponte da Culebra e de mais quatro pontes ornamentais, canalizações para a rega, novos caminhos interiores, além da edificação duma da Faisanera, para a criação de faisões e de outras espécies exóticas de aves. Apesar de todas estas actuações, durante o reinado de Carlos III não se fizeram grandes construções no recinto, uma vez que o rei, quando residia em Madrid, ficava instalado no vizinho Palácio Real, pelo que não viu necessidade em fazer grandes obras no antigo Palácio dos Vargas como as que se fizeram no Palacio Real de La Granja de San Ildefonso, no Palacio Real de Aranjuez ou no Palacio de El Pardo.
Durante o século XIX, a Casa de Campo manteve-se na posse da Coroa, mas o palácio não receberia atenções especiais.

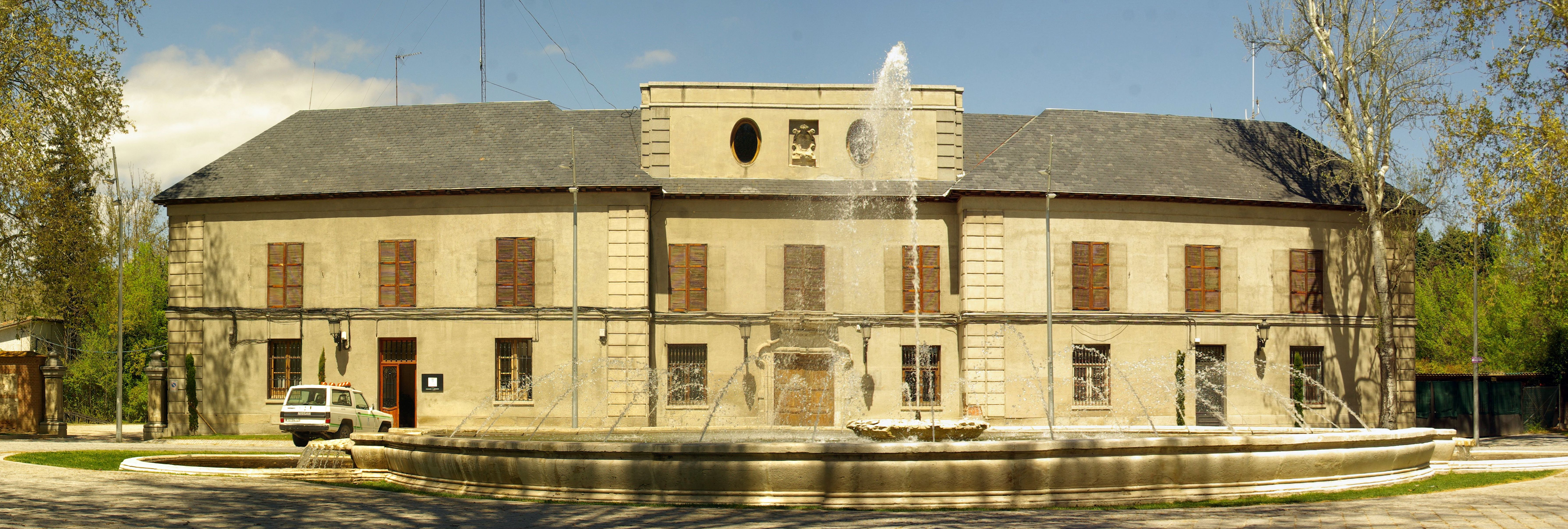
Palácio dos Vargas.

Em começos do século XX, a Casa de Campo, que dependia do Real Património, era independente do resto dos Reais Sítios e tinha a sua própria administração. Os empregados viviam dentro do recinto, existindo, inclusivamente, um cemitério. Os seus lucros vinham da venda de gelo, neve, lenha, resina, além de leite, queijo e manteiga das suas vacarias, assim como da comercialização dos produtos das suas hortas e viveiros.
Em 1928, Afonso XIII cedeu os terrenos do Jardim de Filipe II ao Comité de Plantas Medicinais do Ministério da Agricultura.

### Vestígios do palácio na actualidade
A Casa de Campo manteve o uso exclusivo pela realeza até à implantação da Segunda República Espanhola, em 1931. A partir de então, o espaço passa a ser usado como parque público, embora tal só tenha sido inscrito no registo de propriedade em 1963.
O Palácio dos Vargas, destruído durante a Guerra Civil, foi reconstruído com pouco cuidado, embora a fachada ainda conserve um antigo escudo. Actualmente, o que resta do edifício acolhe dependências da Vereação de Desportos do Município.
Na década de 1990, foi elaborado um projecto de restauro do palácio, juntamente com os jardins contíguos. Nestes, estão situados os restos de um edifício conhecido como Galeria das Grutas, uma estrutura subterrânea parcialmente demolida no século XIX.